# Boddice
Bill Boddice was een Brits zijspancoureur die zijspancombinaties voor op de weg en in races wilde produceren.
De Engelse zijspancoureur Boddice ontwikkelde in 1954 samen met voorvorkfabrikant Earles een revolutionair wegracezijspan, dat echter met enkele aanpassingen ook geschikt was voor de openbare weg.
De machine was bijzonder laag gebouwd en had slechts 10 centimeter bodemvrijheid. Het rechter deel van het frame was hoger dan het linker en hieraan was het balhoofd en het zijspanframe bevestigd. De rijder lag achterover en de tank zat onder zijn stoel. De bakkenist hoefde vanwege het lage zwaartepunt niet te "turnen", maar kon rustig in het zijspan blijven zitten.
Hoewel de Boddice-zijspancombinatie het in tests goed deed, werd het geen commercieel succes.